# Platja de Sabugo
La platja de Sabugo és una platja situada en l'occident del Principat d'Astúries (Espanya), en el concejo de Valdés i pertany a la localitat de Sabugo. Està en la Costa Occidental d'Astúries, dins del Paisatge Protegit de la Costa Occidental d'Astúries.

## Descripció
Té forma de petxina, la longitud mitjana és d'uns 240-250 m i una amplària mitjana d'uns 20 m. El seu entorn és rural, amb un grau d'urbanització i una perillositat baixa. L'accés per als vianants és d'uns cinc-cents m de longitud. El jaç és de sorra de gra fosc i grandària mitjana. Solen estar seques sempre excepte en moments de fort temporal.
Per accedir a la platja cal partir de les localitats de Outur o Sabugo i prop d'ells surt una pista de terra però en molt bon estat que acaba en un aparcament, també de terra. Per arribar a la sorra cal descendir per una caleya que sol estar molt tupida per la vegetació. La platja limita pel seu flanc oriental amb la Platja de Outur de la qual està separada per un espigó natural. Està limitada per l'est per un penya-segat anomenat de «Las Crucianas» i per l'oest pel de «La Golgona». En tots dos nien una gran varietat d'aus. Aquesta zona està declarada com a Paisatge Protegit amb uns paisatges de gran bellesa. No disposa de cap servei. Les activitats més recomanades són el surf pel qual té «Categoria 1» i la pesca recreativa. Platja naturista.